# Riau Ega Agatha
Riau Ega Agatha Salsabila, né le 25 novembre 1991 à Blitar, est un archer indonésien. Il a représenté l'Indonésie aux Jeux olympiques d'été de 2016 et 2020.

## Carrière
En 2013, il a remporté l'or dans la catégorie l'arc classique par équipes mixtes.
En 2015, il a participé à l'épreuve d'arc classique masculin et à l'épreuve d'arc classique par équipe aux championnats du monde de tir à l'arc 2015.